# Carlos Velázquez Romo
Carlos Velázquez Romo (Toledo, 11 de octubre de 1980) es un político español del Partido Popular. Es el actual alcalde de Toledo desde 2023. Anteriormente fue alcalde del municipio de Seseña (Toledo), y diputado regional de las Cortes de Castilla-La Mancha. 

## Biografía
Nació en Toledo el 11 de octubre de 1980. Se licenció en Derecho (1998-2002) por la Universidad de Castilla-La Mancha. En el año 2000 fue nombrado presidente de APEU (Asociación Popular de Estudiantes Universitarios). En 2002 fue elegido claustral en las elecciones a Claustro Universitario por el sector estudiantes con uno de los mejores resultados conseguidos hasta esa fecha. Un año después pasa a formar parte del Consejo de Gobierno de la Universidad de Castilla-La Mancha como representante de los alumnos. 
Durante dos años fue vicepresidente del Consejo Local de la Juventud de Toledo y vocal en la Federación de Asociaciones Universitarias a nivel nacional AYRE. Así mismo tomó parte en encuentros de la EDS (European Democrats Students).
Dentro de esa etapa universitaria desempeñó puestos de trabajo tanto para la propia Universidad, realizando encuestas de calidad con su posterior análisis y aplicación de resultados, como para el Registro Mercantil de Toledo de becario-asesor en el estudio de las obligaciones registrales de las sociedades, profundizando en el análisis de las cuentas anuales. Compatibilizó su labor profesional con formación sobre Análisis Fiscal y Tributación, Riesgo en Pymes y sector autónomos y otros certificados por EFTA (European Financial Planning Association). En el año 2010 completó el Programa de Liderazgo para la Gestión Pública impartido por el IESE-Business School.
Desde febrero de 2022 se encuentra en situación de excedencia. Está casado y tiene una hija.

## Trayectoria política
Tras varios años en el sector privado, en 2007 decidió dar el salto a la política presentándose como cabeza de lista en las elecciones municipales de ese año en el municipio de Seseña, quedando el Partido Popular al que representaba como segunda fuerza política en el Ayuntamiento, consiguiendo así el mejor resultado del mismo hasta ese momento. Ese mismo año fue nombrado diputado provincial de la Diputación Provincial de Toledo (hasta 2012), ostentando, desde 2011, la jefatura del área de Cultura de la Diputación.
En 2011 volvió a presentarse a las elecciones municipales, como cabeza de lista del PP. La lista del, PP que recabó el apoyo del 57,45% de los votantes, pasó a gobernar por primera vez el municipio en el actual período democrático. Investido alcalde con la mayoría absoluta de los votos del pleno (once de diecisiete concejales), tomó posesión el 11 de junio de 2011.
En 2012 se convirtió en diputado regional de la viii legislatura de las Cortes de Castilla-La Mancha. Fue portavoz de Sanidad del Grupo Parlamentario Popular y portavoz adjunto del Grupo de Dirección, así como miembro de la Comisión de Control de RTVCLM.
En septiembre de 2018, tras la dimisión de María Dolores de Cospedal como Presidenta del Partido Popular de Castilla-La Mancha, se presenta como precandidato del congreso a la presidencia autonómica del PP-CLM en el frente a Francisco Nuñez. 
Desde julio de 2021 fue elegido Presidente del Partido Popular de Toledo.

### Alcalde de Toledo
El 17 de julio de 2023, se convirtió en el alcalde de Toledo, al contar con el respaldo de los nueve concejales del Grupo Popular y los cuatro ediles de Vox, consiguiendo mayoría absoluta con la que ha desbancado a la socialista Milagros Tolón del consistorio toledano, tras dos mandatos, y poniendo fin a dieciséis años de gobiernos socialistas.